# 1983-as magyar birkózóbajnokság
Az 1983-as magyar birkózóbajnokság a hetvenhatodik magyar bajnokság volt. A kötöttfogású bajnokságot október 8. és 9. között rendezték meg Budapesten, az Olimpiai Csarnokban, a szabadfogású bajnokságot pedig október 14. és 15. között Budapesten, a csepeli sportcsarnokban.

## Eredmények

### Férfi kötöttfogás
| Versenyszám | Arany                            | Arany | Ezüst                             | Ezüst | Bronz                            | Bronz |
| ----------- | -------------------------------- | ----- | --------------------------------- | ----- | -------------------------------- | ----- |
| 48 kg       | Vadász Csaba Dunaújvárosi Kohász |       | Seres Ferenc Honvéd Szondi SE     |       | Papp Tibor Vasas SC              |       |
| 52 kg       | Rácz Lajos Honvéd Szondi SE      |       | Bense Sándor Bp. Honvéd           |       | Kovács Sándor Újpesti Dózsa      |       |
| 57 kg       | Soós István Bp. Spartacus        |       | Tekes Tibor Ferencvárosi TC       |       | Tiger Tibor Ganz-MÁVAG VSE       |       |
| 62 kg       | Sipos Árpád Bp. Honvéd           |       | Kiss Sándor Bp. Spartacus         |       | Szilvásy Miklós Vasas SC         |       |
| 68 kg       | Péter István Szegedi VSE         |       | Mészáros József Újpesti Dózsa     |       | Szombathy Kálmán Eger SE         |       |
| 74 kg       | Vámos Péter Honvéd Szondi SE     |       | Ambrus Tibor Honvéd Szondi SE     |       | Nádasi Attila Ferencvárosi TC    |       |
| 82 kg       | Komáromi Tibor Ferencvárosi TC   |       | Erdélyi Gyula Bp. Honvéd          |       | Kappesz Sándor Bp. Spartacus     |       |
| 90 kg       | Növényi Norbert Bp. Spartacus    |       | Fodor János Ferencvárosi TC       |       | Kovács Tibor Dunaújvárosi Kohász |       |
| 100 kg      | Gáspár Tamás Ferencvárosi TC     |       | Miholek István Vasas SC           |       | Illés István Bp. Honvéd          |       |
| +100 kg     | Tóth László Újpesti Dózsa        |       | Kovács József Dunaújvárosi Kohász |       | Rovnyai János Bp. Spartacus      |       |

### Férfi szabadfogás
| Versenyszám | Arany                          | Arany | Ezüst                         | Ezüst | Bronz                             | Bronz |
| ----------- | ------------------------------ | ----- | ----------------------------- | ----- | --------------------------------- | ----- |
| 48 kg       | Dóczi István Szegedi VSE       |       | Gyulai Mihály Ferencvárosi TC |       | Marosvölgyi János Bp. Honvéd      |       |
| 52 kg       | Szabó Lajos Diósgyőri VTK      |       | Tóth Ferenc Debreceni MVSC    |       | Budimácz István Bajai SK          |       |
| 57 kg       | Nagy Béla Ferencvárosi TC      |       | Szalontai Imre Diósgyőri VTK  |       | Migléczi János Diósgyőri VTK      |       |
| 62 kg       | Orbán József Csepel SC         |       | Németh Sándor Csepel SC       |       | Révfi Tibor Bp. Honvéd            |       |
| 68 kg       | Szalontai Zoltán Diósgyőri VTK |       | Zsura János Orosházi MTK      |       | Podolszki Attila Bp. Honvéd       |       |
| 74 kg       | Fehér István Ferencvárosi TC   |       | Jáger Imre Csepel SC          |       | Katz Lajos Bajai SK               |       |
| 82 kg       | Tóth Gábor Csepel SC           |       | Nagy Lajos Csepel SC          |       | Pepó János Ferencvárosi TC        |       |
| 90 kg       | Szakkai Attila Bp. Spartacus   |       | Kiss István Szegedi VSE       |       | Kiss Sándor Ferencvárosi TC       |       |
| 100 kg      | Robotka István Csepel SC       |       | Ilonka Ferenc Kecskeméti SC   |       | Bodó Antal Szegedi VSE            |       |
| +100 kg     | Balla József Ferencvárosi TC   |       | Klauz László Csepel SC        |       | Kovács József Dunaújvárosi Kohász |       |